# Listă de filme românești din 1993
Aceasta este o listă de filme românești din 1993:

## Lista
| Titlu                          | Regizor           | Actori                                                                            | Gen          | Note        |
| ------------------------------ | ----------------- | --------------------------------------------------------------------------------- | ------------ | ----------- |
| Trei surori (film)             |                   |                                                                                   |              |             |
| A trăda                        |                   |                                                                                   |              |             |
| Cântarea cântărilor            |                   |                                                                                   |              |             |
| Ce bine era în Elada           |                   |                                                                                   |              |             |
| Cel mai iubit dintre pământeni | Șerban Marinescu  | Ștefan Iordache, Maia Morgenstern , Tora Vasilescu                                |              |             |
| Casa din vis                   | Ioan Carmazan     | Maia Morgenstern, Horațiu Malaele, Sofia Vicoveanca                               |              |             |
| Crucea de piatră               | Andrei Blaier     | Gheorghe Dinică, Florina Cercel, Coca Bloos                                       |              |             |
| Doi haiduci și o crâșmăriță    | George Cornea     | Manuela Hărăbor, Olga Tudorache, Constantin Codrescu, Szabolcs Cseh și Ion Haiduc |              |             |
| Gaițele                        |                   |                                                                                   |              |             |
| La gura sobei                  |                   |                                                                                   |              |             |
| Liceenii în alertă             |                   |                                                                                   |              |             |
| Macondo, lăcătușul zânelor     |                   |                                                                                   |              |             |
| Oglinda - Începutul adevărului | Sergiu Nicolaescu | Ion Siminie, Adrian Vîlcu                                                         | film istoric |             |
| Patul conjugal                 |                   |                                                                                   |              |             |
| Polul Sud (film)               |                   |                                                                                   |              |             |
| Privește înainte cu mânie      |                   |                                                                                   |              |             |
| Pro patria                     |                   |                                                                                   |              |             |
| Rosenemil                      |                   |                                                                                   |              |             |
| Spitalul special               |                   |                                                                                   |              | (Teatru TV) |
| Teatru Descompus               |                   |                                                                                   |              | (Teatru)    |
| Timpul liber                   |                   |                                                                                   |              |             |
| Trei surori                    |                   |                                                                                   |              | (Teatru TV) |
| Ultima oră                     |                   |                                                                                   |              | (Teatru TV) |
| Ușa                            |                   |                                                                                   |              |             |
| Vecini                         |                   |                                                                                   |              |             |
| Vulpe - vânător                |                   |                                                                                   |              |             |